# Acer fulgens
Acer fulgens é uma espécie de árvore do gênero Acer, pertencente à família Aceraceae.